# Plastic Eternity
Plastic Eternity è l'undicesimo album in studio del gruppo musicale statunitense Mudhoney, pubblicato nel 2023.

## Tracce
1. Souvenir of My Trip – 2:35
2. Almost Everything – 4:25
3. Cascades of Crap – 3:11
4. Flush the Fascists – 2:51
5. Move Under – 3:33
6. Severed Dreams in the Sleeper Cell – 4:55
7. Here Comes the Flood – 3:21
8. Human Stock Capital – 2:08
9. Tom Herman's Hermits – 2:55
10. One or Two – 3:53
11. Cry Me an Atmospheric River – 2:56
12. Plasticity – 2:12
13. Little Dogs – 3:11

## Formazione
- Mark Arm – voce, chitarra
- Guy Maddison – basso, sintetizzatore
- Dan Peters – batteria, percussioni, voce
- Steve Turner – chitarra, voce